# 미하엘 발라크
미하엘 발라크(독일어: Michael Ballack, 독일어 발음: [ˈmɪçaːʔeːl ˈbalak]; 1976년 9월 26일 ~ )는 독일의 은퇴한 축구 선수로, 대한민국에서는 이름을 영어로 발음한 마이클 발락, 영어와 독일어가 혼합된 미하엘 발락으로도 알려져 있다. 현역 시절 포지션은 미드필더였으며, 카이저슬라우테른을 제외하고 모든 소속팀에서 등번호로 13번을 달았다. 2004년 국제 축구 연맹의 100주년을 맞이해 펠레가 선정한 FIFA 100에 포함되었고, 2002년 UEFA 올해의 클럽 미드필더, 2002년, 2003년, 2005년 독일 올해의 축구 선수에 선정되었다. 발라크는 넓은 패스 범위, 강력한 슈팅 능력, 강한 신체와 큰 키로 인한 높은 제공권 장악력, 높은 선수단 장악력을 가지고 있었고 프란츠 베켄바워의 별명에서 유래한 "작은 황제(독일어: kleiner Kaiser)"라는 별명을 얻었다.
발라크는 1983년 카를마르크스슈타트의 BSG 모토어 "프리츠 헤케르트" 카를마르크스슈타트 유소년팀에 입단하며 축구 선수 경력을 시작했고, 1988년 FC 카를마르크스슈타트의 유소년팀으로 이적해 1995년 켐니츠와 프로 축구 선수 계약을 체결하며 프로 선수 경력을 시작했다. 켐니츠는 2. 분데스리가 1995-96시즌에 레기오날리가로 강등되었지만 발라크는 레기오날리가에서 보여준 축구 실력으로 1997년 여름 켐니츠에서 카이저슬라우테른으로 이적했고 카이저슬라우테른에서의 첫 번째 시즌에 분데스리가 우승을 경험했다.
1999년 7월 발라크는 카이저슬라우테른에서 바이어 04 레버쿠젠으로 이적했고 바이어 레버쿠젠의 2001-02시즌에 분데스리가, DFB-포칼, UEFA 챔피언스리그에서 모두 준우승을 경험했다. 그는 2002-03시즌 바이어 레버쿠젠에서 바이에른 뮌헨으로 이적했고 2002-03시즌, 2004-05시즌, 2005-06시즌 분데스리가와 DFB-포칼에서 모두 우승했다. 2006년 여름 바이에른 뮌헨에서 첼시로 이적했고, 첼시에서 프리미어리그 우승 1회, FA컵 우승 3회, 첼시의 첫 UEFA 챔피언스리그 결승 진출 등을 경험했다. 그는 2010년 첼시에서 바이어 레버쿠젠으로 복귀했고 2012년 선수 생활에서 은퇴했다.
발라크는 1996년 3월 26일 독일 U-21 축구 국가대표팀에 데뷔했고 1999년 독일 축구 국가대표팀에 데뷔했다. 그는 UEFA 유로 2000, 유로 2004, 유로 2008에 출전했고 2002년 FIFA 월드컵, 2006년 월드컵에 출전했다. 발라크는 2004년 독일 대표팀의 감독 위르겐 클린스만에 의해 대표팀의 주장으로 선택되었고, 독일 대표팀에서 총 42골을 넣어 2023년 7월 기준으로 독일 국가대표팀 역대 최다 득점자 10위에 위치해 있다.

## 유년기
미하엘 발라크는 1976년 9월 26일, 동독 드레스덴구의 괴를리츠에서 DDR-리가에서 뛰었던 축구 선수이자 기술자였던 동독인 아버지 슈테판 발라크(독일어: Stephan Ballack)와 비서였던 동독인 어머니 카린 발라크(독일어: Karin Ballack) 사이에서 외아들로 태어났다. 발라크 가족은 발라크가 태어난 지 6개월이 되었을 때 괴를리츠에서 카를마르크스슈타트로 이주했고, 발라크가 7살이 되던 해 BSG 모토어 "프리츠 헤케르트" 카를마르크스슈타트 유소년팀에 발라크를 입단시켰다.
발라크는 그곳에서 전(前) DDR-리가 소속 축구 선수였던 코치 슈테펜 헤니슈(독일어: Steffen Hänisch)의 이목을 끌었는데, 그는 특히 발라크의 축구 기술과 양발로 공을 능숙하게 찰 수 있는 능력에 큰 인상을 받았다. 발라크는 카를마르크스슈타트의 "에밀 발너(독일어: Emil Wallner)" 유소년 및 청소년 스포츠 학교(독일어: Kinder- und Jugendsportschule, KJS)에 진학했고 "게오르기 디미트로프" 기술 고등학교를 졸업했으며, 1988년 FC 카를마르크스슈타트(독일 재통일 이후 1991년 '캠니츠 FC'로 구단명 변경) 유소년팀에 입단했다.

## 선수 경력
1995년 켐니츠와 프로 축구 선수 계약을 체결하며 프로 축구 선수 경력을 시작한 미하엘 발라크는 1997년 카이저슬라우테른에 이적했다. 그리고 1999년 바이어 04 레버쿠젠에 이적했고 2002년 한일 월드컵을 계기로 바이에른 뮌헨으로 이적하게 된다. 2005년까지 바이에른 뮌헨 소속이었으나, 2006년 첼시로 자유 이적했다.
또 2001-02 시즌 바이어 04 레버쿠젠 시절에는 독일 분데스리가 1와 챔피언스리그, DFB-포칼 등의 우승을 눈앞에 두며 이른 바, 트레블에 도전했으나 세 대회에서 모두 준우승을 거두는 트리플 러너 업의 기록을 세우며 분루를 삼킨 바 있다. 나중에 바이에른 뮌헨으로 이적하였으나 2003-04 시즌을 준우승으로 마감하였으며, 챔피언스리그 우승을 위하여 첼시 FC로 이적하였으나 거기에서도 06-07에 프리미어리그 준우승, 07-08 프리미어리그 및 FA 커뮤니티 실드, 칼링컵을 준우승으로 마감하고 그가 열망하던 챔피언스리그마저 맨체스터 유나이티드에 밀려 준우승에만 만족해야 하였다. 또 UEFA 유로 2008에서도 스페인에게 밀려 준우승에만 만족하였다.
프리미어리그 2009-10에서는 그 간의 불운을 깨고 우승하는데 성공하나, 1주일 후 포츠머스 FC와의 FA컵 결승에서 케빈프린스 보아텡의 태클에 부상을 당하면서 2010년 FIFA 월드컵 참가 명단에 제외되어 또다시 악운을 탓해야 하였다. 발라크가 제외된 그 자리에는 자미 케디라로 대체되었다. 프리미어리그 2009-10 우승을 끝으로 첼시와의 계약이 끝나 방출되었고, 자유계약 신분으로 바이어 04 레버쿠젠과 2년 계약에 합의하였다.

## 국가대표 경력
독일 축구 국가대표팀의 주장을 맡았으며, 동서독 통일 이후에 서독이 아닌 동독 출신의 선수가 주장으로 선임된 것은 발라크가 처음이다.
2002년 한일 월드컵 준결승 당시, 대한민국의 골키퍼 이운재가 막은 볼을 접수해서 득점을 기록한 경력이 있으나 이 시합에서 이천수를 막기 위해 반칙을 범하며 경고를 받아 경고 2회 누적이 되었다. 이로 인해 요코하마에서 열린 브라질과의 결승전에 뛰지 못하고 팀의 준우승을 지켜 보는 불운을 겪기도 하였다.
2010년 FIFA 월드컵에서는 부상으로 팀에 합류하지 못했으며 그 대체자로는 주장 자리에는 필리프 람이, 자신의 포지션에는 바스티안 슈바인슈타이거가 각각 물려받았다. 2012년 10월 2일, 현역 은퇴를 선언하였다.

## 사생활
그의 차남 에밀리오 발라크는 2021년 4륜 오토바이를 운전하다 사고를 당해 사망했다.

## 수상 내역

#### 1. 카이저슬라우테른
- 분데스리가 : 1997-98

#### 바이에른 뮌헨
- 분데스리가 : 2002–03, 2004–05, 2005–06
- DFB 포칼 : 2002–03, 2004–05, 2005–06
- DFB 리가포칼 : 2004

#### 첼시
- 프리미어리그 : 2009-10
- FA컵 : 2006–07, 2008–09, 2009–10
- 리그컵 : 2006-07
- 커뮤니티쉴드 : 2009

#### 독일
- FIFA 월드컵 : 준우승 (2002), 3위 (2006)
- UEFA 유럽 축구 선수권 대회 : 준우승 (2008)
- FIFA 컨페더레이션스컵 : 3위 (2005)

### 개인
- UEFA 클럽 풋볼 어워드 : 최우수 미드필더상 (2001-02)
- UEFA 올해의 팀 : 2002
- ESM 올해의 팀 : 2001-02
- 독일 올해의 골 : 2008
- 독일 올해의 선수 : 2002, 2003, 2005
- 키커 올해의 선수 : 2002
- 키커 분데스리가 올해의 팀 : 2001–02, 2002–03, 2004–05, 2005–06
- FIFA XI : 2002
- FIFA 100 : 2004
- 바이어 레버쿠젠 세기의 스쿼드 선정
- 키커 랑리스테 - WK 1회, IK 11회

#### 국가대표
- UEFA 유럽 축구 선수권 대회 올스타팀 : 2004, 2008
- FIFA 컨페더레이션스컵 : 실버슈 (2005)
- FIFA 월드컵 올스타 팀 : 2002, 2006
- 2002년 FIFA 월드컵 맨 오브 더 매치 : vs. 대한민국 (준결승전)
- UEFA 유로 2004 맨 오브 더 매치 : vs. 네덜란드, vs. 라트비아 (이상 조별리그)
- 2005년 FIFA 컨페더레이션스컵 맨 오브 더 매치 : vs. 오스트레일리아, vs. 튀니지 (이상 조별리그), vs. 멕시코 (3·4위전)
- 2006년 FIFA 월드컵 맨 오브 더 매치 : vs. 에콰도르 (조별리그), vs. 아르헨티나 (8강전)
- UEFA 유로 2008 맨 오브 더 매치 : vs. 오스트리아 (조별리그)